# António Egas Moniz
António Caetano de Abreu Freire Egas Moniz (Avanca, 1874. november 29. – Lisszabon, 1955. december 13.) portugál neurológus és politikus. 1949-ben Walter Rudolf Hesszel megosztva elnyerte az orvostudományi Nobel-díjat, mert felfedezte, hogy az agy homloklebenyének lobotómiájával enyhíthetők a szkizofrénia tünetei. 1903 és 1917 között parlamenti képviselő volt, és Portugália külügyminisztereként ő képviselte az országot az első világháború utáni béketárgyalásokon.

## Tanulmányai és politikai karrierje

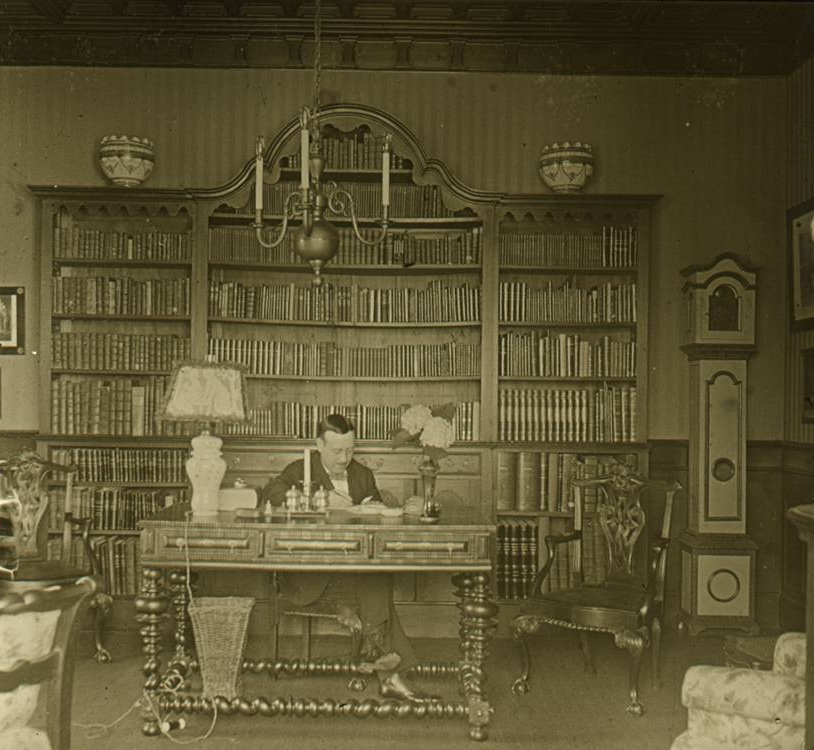
Egas Moniz a dolgozószobájában (1918)

António Caetano de Abreu Freire néven született 1874. november 29-én, elszegényedett vidéki arisztokrata családban (rokonai voltak Baçar vikomtjának). A család a 12. századi nemestől, Egas Moniztól származtatta magát, aki Portugália első királyának, I. Alfonznak a tanítója és támogatója volt, és António a későbbiekben ezzel a névvel írta alá publikációit. Apja Fernando de Pina Rezende Abreu, anyja pedig Maria do Rosario de Almeida e Sousa volt. António az Escola do Padre José Ramos és Colégio de S. Fiel dos Jesuítas iskolákban részesült oktatásban, utána pedig orvostudományt tanult a Coimbrai Egyetemen. Az egyetem elvégzése után neurológiát tanult Bordeaux-ban és Párizsban, 1902-ben pedig Coimbrában a neurológia professzora lett. Oktatási és gyógyító tevékenysége mellett 1903-ban politikai karrierbe kezdett: megalapította a Partido Republicano Centristát, és parlamenti képviselőnek választották. 1917-ig volt képviselő, ezután Portugália madridi nagykövete, 1918-tól pedig külügyminiszter lett. Ebben a minőségében ő vezette a portugál delegációt az első világháború utáni párizsi béketárgyalásokon, és országa részéről ő írta alá a Versailles-i békeszerződést. Ezzel párhuzamosan oktatott az egyetemen, és 1911-ben a Lisszaboni Egyetem neurológiaprofesszora lett.
1920-ban felhagyott a politikával és visszatért az orvostudományhoz. 1927-ben kifejlesztette az agyi angiográfia technikáját, melynek során egy katéterrel tórium-dioxidot tartalmazó kontrasztanyagot juttatott az agy vérellátásáért felelős artériába, és utána röntgenfelvételekkel lehetővé vált az agyi erek feltérképezése és esetleges elváltozásainak diagnosztizálása. Ezért a vívmányáért kétszer is jelölték az orvostudományi Nobel-díjra.

## A lobotómia elmekórtani alkalmazása
1935-ben részt vett egy londoni neurológiai kongresszuson, ahol az amerikai John Fulton bemutatta, hogy csimpánzok agyának homloklebenyének eltávolítása után azok agresszív viselkedése teljesen megszűnt. Miután visszatért Lisszabonba, Moniz szkizofréniás betegeken próbálta ki a technikát: sebészetileg megszakította a kapcsolatot a homloklebeny kérge és az agy többi része között. A gyakran ön- és közveszélyes, erőszakos rohamokkal járó szkizofrén állapot kezelésére akkoriban nem létezett megfelelő módszer: lekötözve vagy hideg fürdőben tartották a betegeket, esetleg opiátszármazékokkal folyamatosan szedált állapotban tartották őket. Az 1930-as években kezdtek kísérletezni inzulinnal előidézett hipoglikémiás kómával vagy elektrosokkal. Moniz módszere egy viszonylag egyszerű műtéttel megszüntette a rohamokat, és a beteg békéssé, könnyen kezelhetővé vált, bár a lobotomizált betegek a műtét után apátiába süllyedtek, teljesen passzívvá és érzelem nélkülivé váltak, és ez az állapot élethossziglan tartott. Ennek ellenére miután Moniz 1936-ban közzétette 20 beteggel elért tapasztalatait, a módszer nagy népszerűségre tett szert. Az Egyesült Államokban 1946-ban 100, 1949-ben viszont már 5000 lobotómiát végeztek, és a technikát világszerte összesen mintegy 100 000 emberen alkalmazták. Majd bejöttek az antipszichotikus gyógyszerek (mint a klórpromazin), és nem volt többé akadály a szkizofréniás betegek kezelése.

## A lobotómia árnyoldalai
A lobotómia alkalmazásának súlyos árnyoldalai is voltak. Nem volt ritka, hogy vérömleny keletkezett a páciensek agyában, így a beavatkozás halállal végződött. Ha az eljárást hibátlanul végezték el, nem következett be halál, ám a következmények sok esetben súlyosak voltak. Ugyanis a lobotómiának gyakori mellékhatása volt az elbutulás vagy a kataton állapot. Időnként a lebénulás és a beszédkészség elvesztése is jelentkezett (l. Rosemary Kennedy esetét).
„A páciensek a lobotómia után már nem voltak képesek a korábbi emberi kapcsolataik fenntartására, sokan kataton állapotban tengették a mindennapjaikat, ugyanis néhány betegnél egyenesen katasztrofális következményeket okozott a beavatkozás.”
Az eljárást ma már éppen veszélyessége miatt nem vagy csak nagyon ritka esetben, kifejezetten a beteg kérésére engedélyezik.[forrás?]

## Későbbi pályafutása

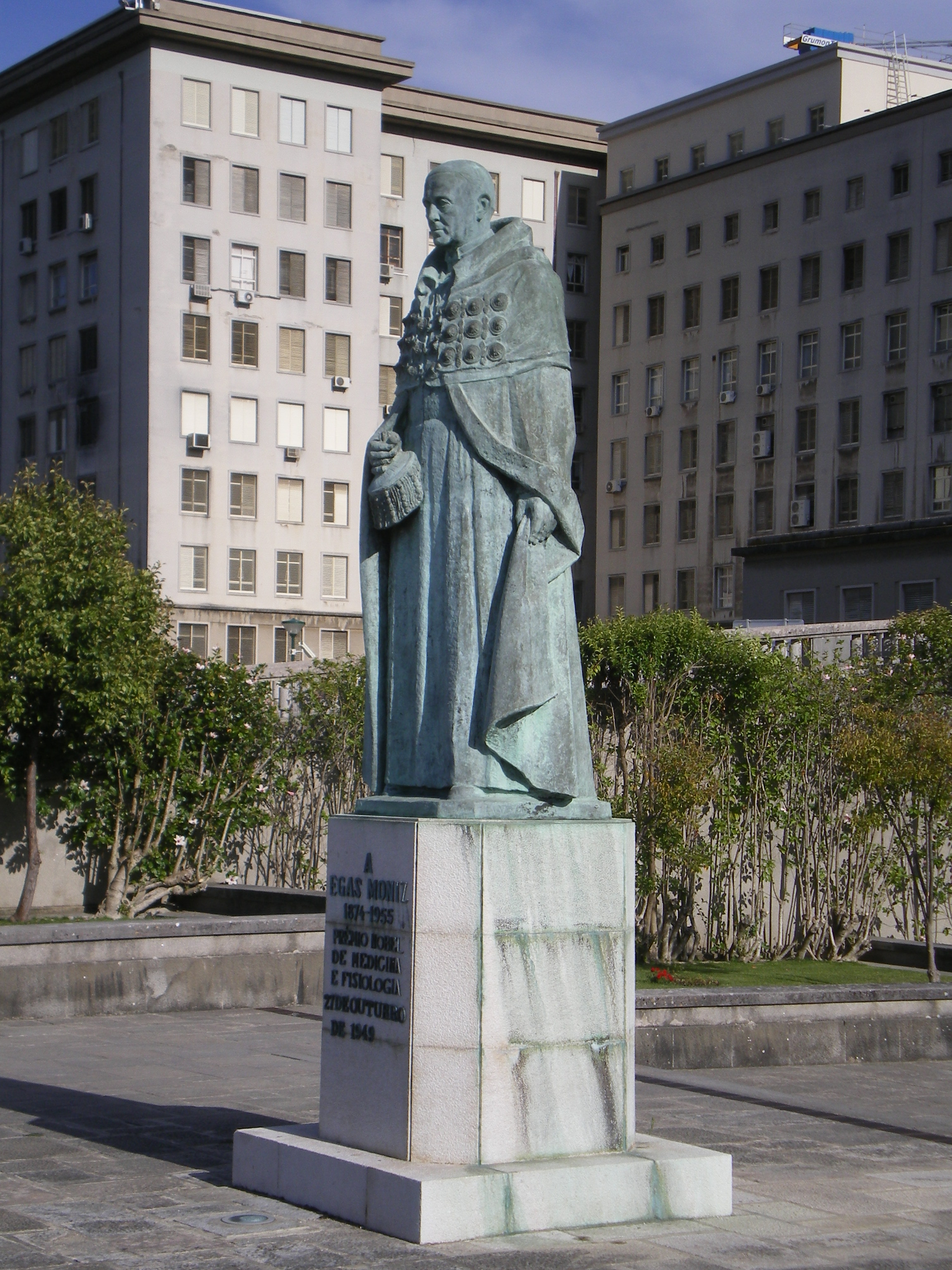
Egas Moniz szobra a Lisszaboni Egyetemen

António Egas Monizt a lobotómia elmekórtani alkalmazásáért 1949-ben (Walter Rudolf Hesszel közösen) orvostudományi Nobel-díjjal tüntették ki. Ugyanebben az évben egyik szkizofrén betege rálőtt, és Moniz élete hátralevő részére kerekesszékbe kényszerült. Ennek ellenére folytatta orvosi praxisát, egészen haláláig.

## Családja és személyisége
Moniz 1902-ben feleségül vette Elvira de Macedo Diast. Szakmai publikációin kívül populáris könyveket is írt, például a hipnotizőr Faria abbéról vagy a kártyajátékok történetéről.
António Egas Moniz 1955. december 13-án halt meg Lisszabonban, 81 évesen, belső vérömleny következtében.

## Emlékezete
A Lisszaboni Egyetemen múzeumot alapítottak és szobrot állítottak Egas Moniz emlékére. Műgyűjteménye avancai szülőházában tekinthető meg. A fejverőérnek a halántékcsont menti egyik szakaszát Moniz-szifonnak nevezték el.